# Маршалл Джевонс
Ма́ршалл Дже́вонс (англ. Marshall Jevons) — вымышленное имя детективного писателя, коллективный псевдоним У. Брейта (профессора экономики университета Тринити) и К. Элзинги (профессора экономики университета Вирджинии).
Идея создания романов под псевдонимом М. Д. (составлен из фамилий знаменитых экономистов XIX века: А.Маршалла и У. С. Джевонса) принадлежит У. Брейту, намеревавшемуся сочинить книгу, в которой детектив-любитель использует экономическую теорию для раскрытия преступлений. К.Элзинга пришел в восторг от идеи приятеля и взял на себя основную работу в выборе формы произведений.
Результатом сотрудничества ученых стали три книги о приключениях гарвардского экономиста-детектива Генри Спирмена (особые приметы: невысокого роста, средних лет, плешивый).
Характерно, что в названиях всех произведений М. Д. (см.ниже) используются экономические термины: «margin» (от англ. marginalism — маржинализм, теория предельной полезности); «equilibrium» (англ. Static equilibrium — статическое равновесие, то есть равновесие спроса и предложения); «indifference» (от англ. Indifference curve — кривая безразличия).
Первый роман М. Д. был опубликован без какого-либо указания на истинных авторов. Более того, К. Элзинга придумал фиктивную биографию писателя. Итак, М. Д. является президентом «УтильМакс инкорпорейтед», международной консалтинговой компании, расположенной в Нью-Йорке. Бывший стипендиат Родса в Оксфорде, он имеет ученые степени по экономической теории, биохимии и океанографии; является олимпийским медалистом по гребле на байдарке.
Впрочем, в дальнейшем У.Брейт и К.Элзинга признали своё авторство. Первая книга М. Д., «Убийство на берегу», стала использоваться в качестве факультативного чтения во вводных курсах экономической теории. В результате издательство Массачусетского технологического института (MIT Press) заключило с М. Д. соглашение на выпуск сиквела приключений Г. Спирмена. Таким образом, вторая книга М. Д. — «Фатальное равновесие» — стала первым детективом, опубликованным академическим издательством.

## Произведения М. Джевонса
- «Убийство на берегу» (англ. Murder at the Margin, 1978);
- «Фатальное равновесие» (англ. The Fatal Equilibrium, 1985);
- «Смертельное безразличие» (англ. A Deadly Indifference, 1998).